# 제시카 채스테인의 작품 목록

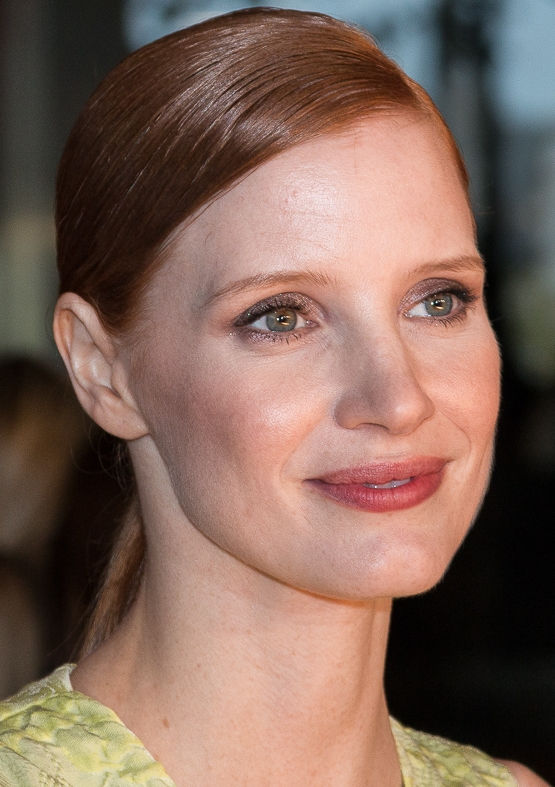
BFI 런던 영화제에서 제시카 채스테인

다음은 미국의 배우 제시카 채스테인의 작품 목록이다. 줄리아드 스쿨에서 졸업반 학생이었던 그녀는 TV 프로듀서인 존 웰스의 눈에 띄어 계약에 서명했다. 2004년부터 2010년까지 《ER》, 《베로니카 마스》, 《로 앤 오더: 배심원에 의한 재판》등 여러 TV 프로그램에서 게스트 역할로 출연했다. 그녀는 2004년 미셸 윌리엄스와 《벚꽃 동산》, 2006년 알 파치노와 《살로메》와 같은 무대 연극에도 출연했다. 2008년 채스테인은 E. L.닥터로의 단편 소설 Jolene: A Life를 각색한 댄 아일랜드 감독의 드라마 영화 《조렌느》에서 타이틀 롤을 맡으며 영화 데뷔를 하였다. 그녀는 비판적인 평가를 받은 미스테리 스릴러 영화 《스틸》에서 작은 역할을 했으며, 그 후 그녀는 《언피니시드》(2010)에서 헬렌 미렌이 분한 레이철 싱어 역할의 더 어린 버전을 연기했다.
2011년은 채스테인이 주목 받게 된 시기였다. 그 해 개봉된 6편의 영화 중 그녀는 테렌스 맬릭 감독의 실험적인 드라마 《트리 오브 라이프》에서 브래드 피트와 함께 주연을 맡았으며, 1960년대 미국의 유명한 사교계를 묘사한 캐서린 스토킷의 동명의 소설을 각색한 《헬프》에 출연했다. 《헬프》로 채스테인은 미국 아카데미상 여우조연상에 후보 지명되었다. 2012년에 그녀는 7억 7400만 달러의 수익을 올린 애니메이션 영화 《마다가스카 3: 이번엔 서커스다!》에서 재규어 지아의 목소리 역할로 출연했다. 그녀는 또한 캐서린 비글로우 감독의 스릴러 《제로 다크 서티》에서 CIA 요원 마야 역할을 연기했다. 이 역할로 미국 아카데미상 여우주연상에 후보 지명되었다.
또한 2012년에 채스테인은 브로드웨이에서 재공연 된 《사랑아 나는 통곡한다》에서 강력한 여자로 변모하는 순진 어린 소녀의 역할을 연기하며 그녀의 브로드웨이 데뷔를 성공적으로 마쳤다. 2013년에 그녀는 공포 영화 《마마》에서 주연을 맡았으며, 네드 벤슨 감독의 영화 《엘리노어 릭비: 그 남자 그 여자》에서 불행한 결혼을 한 여자를 연기했다. 채스테인의 가장 큰 상업적인 성공을 거둔 공상 과학 영화 《인터스텔라》(2014)와 《마션》(2015)으로 향후 2년간에 개봉되었으며, 이들 모두는 전 세계적으로 6억 달러 이상을 벌어 들였다. 전작의 크리스토퍼 놀란이 감독한 《인터스텔라》에서는 과학자였고, 후자의 리들리 스콧이 감독한 《마션》에서는 맷 데이먼과 함께 우주 비행사를 연기했다. 채스테인은 정치 스릴러 《미스 줄리》(2016), 역사 드라마 《주키퍼스 와이프》(2017)과 범죄 영화 《몰리의 게임》(2017)에서 강한 의지를 가진 주인공을 연기했다.

## 영화
| Films that have not yet been released | 아직 개봉하지 않은 영화를 나타낸다. |

| 년도 | 제목                                                              | 역할               | 비고                                 | 참조.         |
| ---- | ----------------------------------------------------------------- | ------------------ | ------------------------------------ | ------------- |
| 2008 | 조렌느 Jolene                                                     | 졸린               |                                      | [ 17 ]        |
| 2009 | 스틸 Stolen                                                       | 샐리 앤            | 또한 Stolen Lives이라는 제목이 있다. | [ 4 ] [ 18 ]  |
| 2010 | 더 웨스터너 The Westerner                                         | 다니엘의 엄마      | 단편 영화; 또한 공동 프로듀서        | [ 19 ]        |
| 2010 | 언피니시드 The Debt                                               | 어린 레이철 싱어   |                                      | [ 5 ]         |
| 2011 | 테이크 쉘터 Take Shelter                                          | 서맨사 러포시      |                                      | [ 20 ]        |
| 2011 | 코리올라누스: 세기의 라이벌 Coriolanus                            | 비르길리아         |                                      | [ 21 ]        |
| 2011 | 트리 오브 라이프 The Tree of Life                                 | 오브라이언 부인    |                                      | [ 22 ]        |
| 2011 | 헬프 The Help                                                     | 셀리아 푸트        |                                      | [ 7 ]         |
| 2011 | 와일드 살로메 Wilde Salomé                                        | 살로메             | 다큐멘터리 영화                      | [ 24 ]        |
| 2011 | 텍사스 킬링 필드 Texas Killing Fields                             | 팸 스톨 형사       |                                      | [ 25 ]        |
| 2012 | 마다가스카 3: 이번엔 서커스다! Madagascar 3: Europe's Most Wanted | 재규어 지아 (더빙) | 애니메이션 영화                      | [ 26 ]        |
| 2012 | 로우리스: 나쁜 영웅들 Lawless                                     | 매기 보퍼드        |                                      | [ 27 ]        |
| 2012 | 더 컬러 오브 타임 The Color of Time                               | 윌리엄스 부인      | 또한 Tar이라는 제목이 있다.          | [ 28 ] [ 29 ] |
| 2012 | 제로 다크 서티 Zero Dark Thirty                                   | 마야               |                                      | [ 30 ]        |
| 2013 | 마마 Mama                                                         | 애너벨             |                                      | [ 31 ]        |
| 2013 | 엘리노어 릭비: 그 남자 그 여자 The Disappearance of Eleanor Rigby | 엘리노어 릭비      | 또한 공동 프로듀서                   | [ 32 ] [ 33 ] |
| 2014 | 미스 줄리 Miss Julie                                              | 미스 줄리          |                                      | [ 34 ]        |
| 2014 | 인터스텔라 Interstellar                                           | 머피 "머프" 쿠퍼   |                                      | [ 35 ]        |
| 2014 | 모스트 바이어런트 A Most Violent Year                             | 애나 모랄레스      |                                      | [ 36 ]        |
| 2015 | 유니티 Unity                                                      | 내레이션           | 다큐멘터리 영화                      | [ 37 ] [ 38 ] |
| 2015 | 마션 The Martian                                                  | 멀리사 루이스      |                                      | [ 15 ] [ 39 ] |
| 2015 | 크림슨 피크 Crimson Peak                                          | 루실 샤프          |                                      | [ 40 ]        |
| 2016 | 헌츠맨: 윈터스 워 The Huntsman: Winter's War                      | 세라               |                                      | [ 41 ]        |
| 2016 | 미스 슬로운 Miss Sloane                                           | 엘리자베스 슬로운  |                                      | [ 42 ]        |
| 2017 | 아이 엠 제인 도 I Am Jane Doe                                     | 내레이션           | 다큐멘터리 영화; 또한 총괄 프로듀서  | [ 43 ]        |
| 2017 | 주키퍼스 와이프 The Zookeeper's Wife                              | 안도니나 자빈스카  | 또한 총괄 프로듀서                   | [ 44 ] [ 45 ] |
| 2017 | 몰리의 게임 Molly's Game                                          | 몰리 블룸          |                                      | [ 46 ]        |
| 2017 | 우먼 워크스 어헤드 Woman Walks Ahead                              | 캐럴라인 웰던      |                                      | [ 47 ]        |
| 2019 | 엑스맨: 다크 피닉스 X-Men: Dark Phoenix                           | 릴랜드라 네라마니  |                                      | [ 48 ]        |
| 2019 | 그것: 두 번째 이야기 It – Chapter Two                             | 베벌리 마시        |                                      |               |
| 2020 | 에이바 Ava                                                        | 에이바             | 제작                                 |               |
| 2020 | 타미 페이의 눈 The Eyes of Tammy Faye                             | 타미 페이          |                                      |               |
| 2021 | 355                                                               | 메이스             |                                      |               |
| 2022 | 그 남자, 좋은 간호사 The Good Nurse                               | 에이미 로렌 박사   |                                      |               |
| 2023 | 메모리 Memory                                                     |                    |                                      |               |
| 2024 | 마더스 Mothers' Instinct                                          | 앨리스             |                                      |               |

## 텔레비전

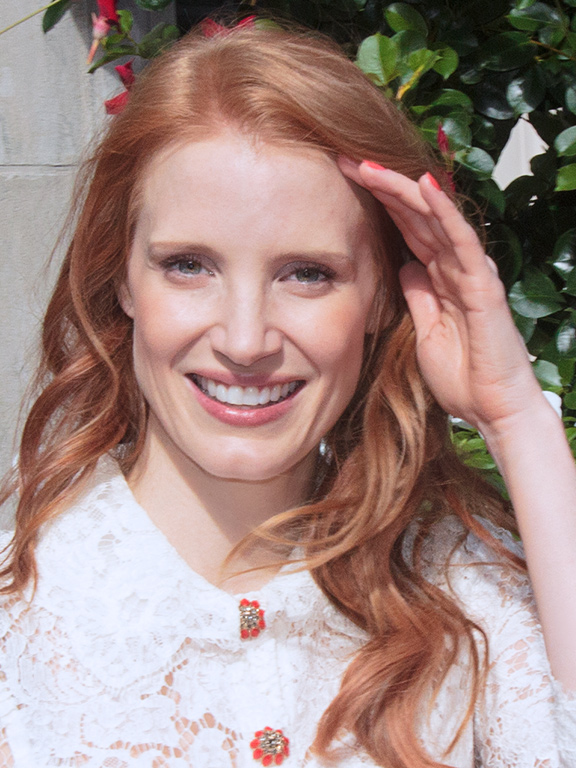
2013년 토론토 국제 영화제에서 채스테인

| 년도      | 제목                                                      | 역할               | 비고                                     | 참조.         |
| --------- | --------------------------------------------------------- | ------------------ | ---------------------------------------- | ------------- |
| 2004      | 다크 쉐도우 Dark Shadows                                  | 캐럴린 스토더드    | 파일럿 에피소드                          | [ 49 ]        |
| 2004      | ER                                                        | 달리아 태슬리츠    | 에피소드: "Forgive and Forget"           | [ 50 ]        |
| 2004      | 베로니카 마스 Veronica Mars                               | 세라 윌리엄스      | 에피소드: "The Girl Next Door"           | [ 51 ]        |
| 2005~2006 | 로 앤 오더: 배심원에 의한 재판 Law & Order: Trial by Jury | 보좌관 시그런 보리 | 3 에피소드                               | [ 52 ]        |
| 2006      | Close to Home                                             | 케이시 워스        | 에피소드: "The Rapist Next Door"         | [ 53 ]        |
| 2006      | 에비던스 The Evidence                                     | 로라 그린          | 에피소드: "Pilot"                        | [ 54 ]        |
| 2006      | 검은 수염 Blackbeard                                      | 샬럿 오맨드        | 미니시리즈                               | [ 55 ]        |
| 2007      | 저니맨 Journeyman                                         | 타나 블룸          | 에피소드: "Friendly Skies"               | [ 56 ]        |
| 2010      | 아가사 크리스티 : 명탐정 포와로 Agatha Christie's Poirot  | 메리 데브넘        | 에피소드: Murder on the Orient Express"  | [ 57 ]        |
| 2016      | 애니멀스 Animals.                                         | 사라 (목소리 출연) | 에피소드: "Turkeys"                      | [ 58 ] [ 59 ] |
| 2018      | 새터데이 나이트 라이브 Saturday Night Live                | 자신               | 에피소드: "Jessica Chastain/Troye Sivan" | [ 60 ]        |

## 연극
| 년도 | 제목                             | 역할          | 비고                    | 참조.  |
| ---- | -------------------------------- | ------------- | ----------------------- | ------ |
| 1998 | 로미오와 줄리엣 Romeo and Juliet | 줄리엣 카풀렛 | 마운틴뷰 무대 예술 센터 | [ 61 ] |
| 2004 | 벚꽃 동산 The Cherry Orchard     | 아냐          | 윌리엄스타운 연극제     | [ 62 ] |
| 2004 | 로드니의 아내 Rodney's Wife      | 리            | 플레이라이트 호라이즌   | [ 63 ] |
| 2006 | 살로메 Salome                    | 살로메        | 워즈워스 극장           | [ 64 ] |
| 2009 | 오셀로 Othello                   | 데스데모나    | 퍼블릭 시어터           | [ 65 ] |
| 2012 | 사랑아 나는 통곡한다 The Heiress | 캐서린 슬로퍼 | 월터 커 극장            | [ 66 ] |
| 2017 | The Children's Monologues        | 13세 소녀     | 카네기 홀               | [ 67 ] |

## 뮤직 비디오
| 년도 | 노래(곡)      | 가수                  | 비고 | 참조.  |
| ---- | ------------- | --------------------- | ---- | ------ |
| 2017 | "Family Feud" | 제이지 (feat. 비욘세) |      | [ 68 ] |

## 가상 리얼리티
| 년도 | 제목                        | 역할     | 비고               | 참조.  |
| ---- | --------------------------- | -------- | ------------------ | ------ |
| 2018 | Spheres: Songs of Spacetime | 내레이션 | 또한 총괄 프로듀서 | [ 69 ] |

## 같이 보기
- 제시카 채스테인의 수상 및 후보 목록

## 참고
1. ↑  영화는 2009년 칸 국제 영화제에서 Stolen Lives으로 상영 되었지만 영화는 Stolen이라는 제목으로 극장에서 개봉되었다.
2. ↑  2013년에 별도로 개봉된 살로메(2013)라는 장편 영화의 다큐멘터리 버전이다.[23]
3. ↑  영화는 2012년 로마 영화제에서 Tar으로 상영 되었지만 영화는 The Color of Time이라는 제목으로 극장에서 개봉되었다.
4. ↑  영화는 제목은 Him, Her, Them의 3개의 제목으로 나눠져서 개봉되었다.[32]
5. ↑  에피소드는 방송 되지 않았다.[49]